# Abraham Lesman

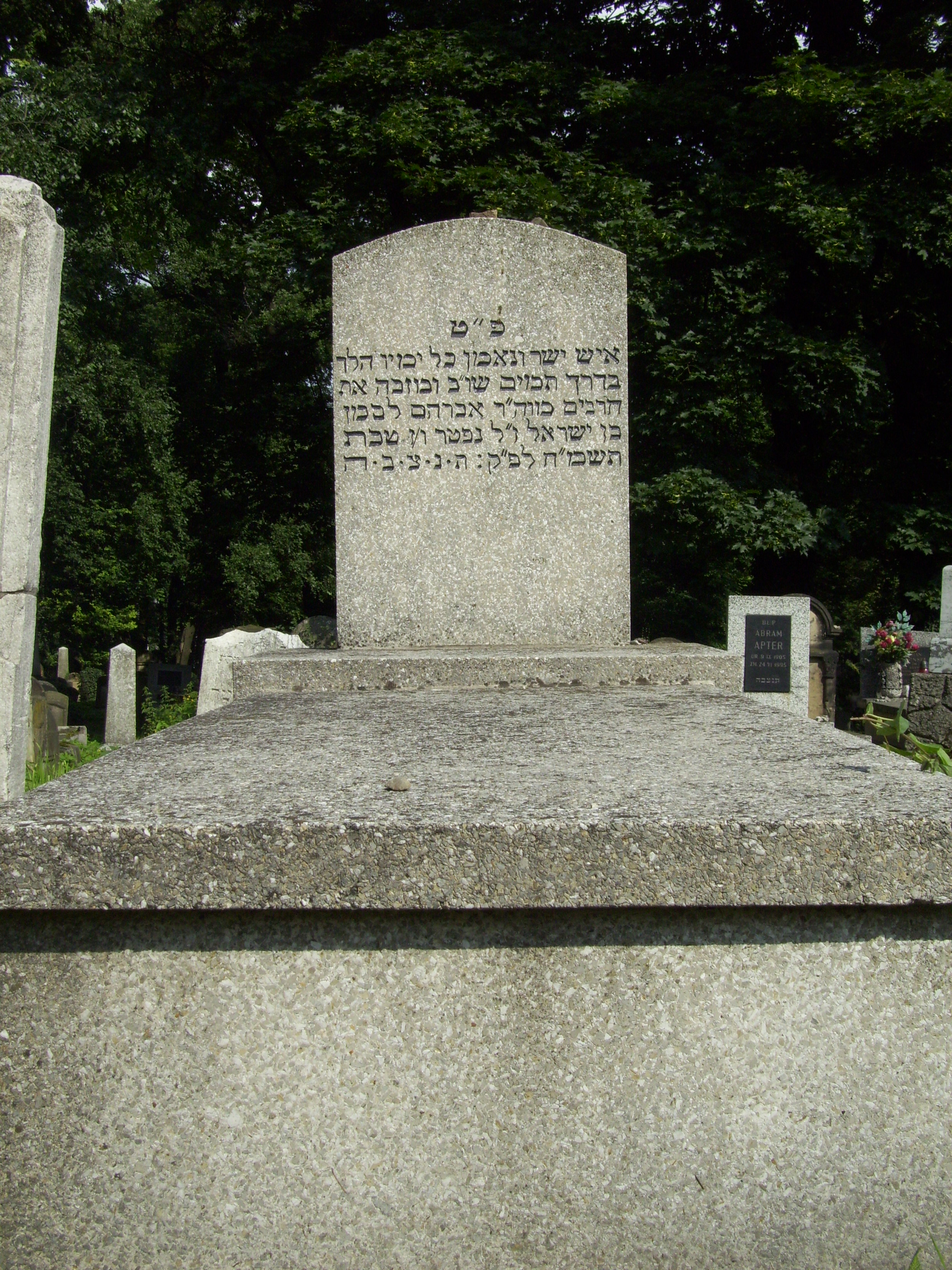
Grób Abrahama Lesmana na nowym cmentarzu żydowskim w Krakowie

Abraham Lesman (zm. 30 grudnia 1984 w Krakowie) – polski chazan i rzezak, ostatni kantor synagogi Tempel w Krakowie.
Pochowany jest na nowym cmentarzu żydowskim przy ulicy Miodowej w Krakowie.